# Juana de Arco (ópera)
Juana de Arco (idioma original en italiano, Giovanna d'Arco) es una ópera dividida en un prólogo y tres actos, con música de Giuseppe Verdi y libreto de Temistocle Solera, quien ya había escrito los libretos para Nabucco y I Lombardi. Se trata de la séptima ópera de Verdi. 
La obra representa parcialmente la historia de Juana de Arco y parece estar basada en el drama Die Jungfrau von Orleans de Friedrich von Schiller. Después de haber sido escrita entre el otoño y el invierno de 1844, la obra fue estrenada el 15 de febrero de 1845 en el Teatro de La Scala de Milán. En España, se estrenó en el Teatro del Príncipe de Madrid en 1846; al año siguiente se dio en el Liceo de Barcelona.
Esta obra rara vez se representa en la actualidad; en las estadísticas de Operabase aparece con sólo 6 representaciones en el período 2005-2010, siendo la vigésimo segunda de Verdi.

## Historia de su composición
A principios del siglo XIX la historia de Juana de Arco había aparecido ya en varias operas, incluyendo las de Nicola Vaccai (1827) y Giovanni Pacini (1830), y en ambos casos se evidenciaban fuertes reminiscencias a la obra de Schiller y su particular versión de la historia.
El editor de Verdi, Giovanni Ricordi, pidió tener la garantía de que no se estaba violando ningún derecho de autor francés, dado que él había oído hablar de una obra francesa sobre el mismo tema; Solera, en respuesta, negó rotundamente que la obra de Schiller fuera la fuente de su libreto, y afirmó que la obra era un drama italiano completamente original.
Sin embargo, el musicólogo Julian Budden sostiene que eventos tales como que Juana muera en el campo de batalla, en lugar de ser quemada en la hoguera, dejan claro que algunos aspectos del libreto son simplemente tomados de la obra de Schiller. De igual forma, refiriéndose al desarrollo general del libreto en comparación con la obra de teatro, reclama que los personajes sean reducidos al mínimo y que la obra tenga un sensacionalismo teatral que se evidencia en la poesía y la humanidad con la que es tratado el argumento.

## Personajes
| Personaje                                                                          | Tesitura | Reparto el 15 de febrero de 1845 Director: |
| ---------------------------------------------------------------------------------- | -------- | ------------------------------------------ |
| Juana de Arco                                                                      | soprano  | Erminia Frezzolini                         |
| Carlos VII de Francia                                                              | tenor    | Antonio Poggi                              |
| Giacomo (un pastor)                                                                | barítono | Filippo Colini                             |
| Talbot (general del ejército inglés)                                               | bajo     | Francesco Lodetti                          |
| Delil (un oficial francés)                                                         | tenor    | Napoleone Marconi                          |
| Soldados ingleses y franceses, cortesanos, nobles, pueblo, ángeles, demonios, etc. |          |                                            |

## Discografía
| Año  | REPARTO (Giovanna, Carlo, Giacomo)                   | Director,                                                                         | Label                                      |
| ---- | ---------------------------------------------------- | --------------------------------------------------------------------------------- | ------------------------------------------ |
| 1951 | Renata Tebaldi, Carlo Bergonzi, Rolando Panerai      | Alfredo Simonetto, RAI Milano Symphonic Orchestra                                 | Audio CD: Melodram Cat: 27021              |
| 1972 | Montserrat Caballe, Plácido Domingo, Sherrill Milnes | James Levine, London Symphony Orchestra, Ambrosian Opera Chorus                   | Audio CD: EMI Classics Cat: 7-63226-2      |
| 1990 | Susan Dunn, Vincenzo La Scola, Renato Bruson         | Riccardo Chailly, Teatro Comunale di Bologna (Director de escena Werner Herzog)   | DVD: Kultur Cat: D4043                     |
| 2008 | Svetla Vassileva, Evan Bowers, Renato Bruson         | Bruno Bartoletti, Teatro Regio di Parma                                           | DVD:C Major Cat:721208                     |
| 2013 | Anna Netrebko, Francesco Meli, Plácido Domingo       | Paolo Carignani, Münchner Rundfunkorchester, Philharmonia Chor Wien               | Audio CD: Deutsche Grammophon Cat: 4792712 |
| 2016 | Vittoria Yeo, Luciano Ganci, Vittorio Vitelli        | Ramón Tebar, I Virtuosi Italiani (Director de escena Peter Greenaway)             | DVD: Unitel                                |
| 2016 | Jessica Pratt Jean-François Borras, Julian Kim       | Riccardo Frizza Orchestra Internazionale d'Italia Coro Teatro Petruzzelli di Bari | Audio CD e DVD: Dynamic                    |